# Новоплоский
Новоплоский — микрорайон в составе Индустриального района Перми.

## География
Микрорайон расположен к юго-западу от центральной части города, ограничен с востока и севера зоной отчуждения железной дороги, западная граница микрорайона проходит по улице Карпинского, южная граница по краю придомовых территорий домов по улице Молодёжная. Иногда к микрорайону относят также квартал жилой застройки к западу от улицы Карпинского и к северу от улицы Стахановская.

## История
Первые улицы микрорайона Малая, Самолётная и Карпинского появились в 1938 году. В 1940 году посёлок получил название «Новый Плоский», название связано с наличием посёлка Плоский за железной дорогой (ныне Староплоский). Первоначально посёлок застраивался частными домами, на рубеже 1940—1950-х годов в посёлке велось строительство многоквартирных домов (двухэтажных) для строящегося Завода аппаратуры дальней связи (позднее АО «Морион»), воинской части и «Молотовэнерго». Позже строительство велось и другими предприятиями города. В конце 1950-х годов был построен путепровод, соединивший улицу Карпинского с центром города. В 2007 году появился путепровод, соединивший улицу Стахановская с улицей Чкалова.
Таким образом, микрорайон стал своеобразным транспортным узлом на границе Индустриального, Дзержинского и Свердловского района Перми. В 2000-е годы началась реновация территории между железной дорогой и улицей Стахановская. Сносятся деревянные двухэтажки, возводятся многоэтажные дома. Крупных промышленных предприятий в микрорайоне нет. Существовавший долгое время Пермский лакокрасочный завод закрыт, его территория занята ныне небольшими предприятиями и складами.

## Улицы
Основные улицы микрорайона: Карпинского и Стахановская.

## Образование
Средняя школа № 122.

## Транспорт
Через микрорайон проходят трамвайные маршруты 11,12 и автобусные 3, 4, 11, 13, 27, 29, 36, 56, 59, 62, 747, 748, 823